# Veazovîțea, Illinți
Veazovîțea (în ucraineană В`язовиця) este un sat în comuna Jornîșce din raionul Illinți, regiunea Vinnița, Ucraina.

## Demografie
Componența lingvistică a localității Veazovîțea
     Ucraineană (85,71%)
     Română (14,29%)
Conform recensământului din 2001, majoritatea populației localității Veazovîțea era vorbitoare de ucraineană (85,71%), existând în minoritate și vorbitori de română (14,29%).